# Hiers-Brouage
Hiers-Brouage és un municipi francès situat al departament del Charente Marítim i a la regió de la Nova Aquitània. L'any 2007 tenia 633 habitants.

## Demografia

### Població
El 2007 la població de fet de Hiers-Brouage era de 633 persones. Hi havia 267 famílies de les quals 74 eren unipersonals (27 homes vivint sols i 47 dones vivint soles), 98 parelles sense fills, 75 parelles amb fills i 20 famílies monoparentals amb fills.
La població ha evolucionat segons el següent gràfic:
Habitants censats

### Habitatges
El 2007 hi havia 345 habitatges, 279 eren l'habitatge principal de la família, 45 eren segones residències i 21 estaven desocupats. 321 eren cases i 23 eren apartaments. Dels 279 habitatges principals, 206 estaven ocupats pels seus propietaris, 68 estaven llogats i ocupats pels llogaters i 5 estaven cedits a títol gratuït; 3 tenien una cambra, 20 en tenien dues, 42 en tenien tres, 103 en tenien quatre i 111 en tenien cinc o més. 191 habitatges disposaven pel capbaix d'una plaça de pàrquing. A 118 habitatges hi havia un automòbil i a 131 n'hi havia dos o més.

### Piràmide de població
La piràmide de població per edats i sexe el 2009 era:
| Homes | Edats   | Dones |
| ----- | ------- | ----- |
| 0     | 95 o +  | 0     |
| 0     | 90 a 94 | 0     |
| 0     | 85 a 89 | 0     |
| 0     | 80 a 84 | 0     |
| 16    | 75 a 79 | 8     |
| 8     | 70 a 74 | 32    |
| 16    | 65 a 69 | 28    |
| 16    | 60 a 64 | 12    |
| 24    | 55 a 59 | 20    |
| 16    | 50 a 54 | 8     |
| 20    | 45 a 49 | 24    |
| 20    | 40 a 44 | 20    |
| 8     | 35 a 39 | 8     |
| 16    | 30 a 34 | 12    |
| 12    | 25 a 29 | 8     |
| 12    | 20 a 24 | 28    |
| 8     | 15 a 19 | 36    |
| 8     | 10 a 14 | 8     |
| 0     | 5 a 9   | 8     |
| 16    | 0 a 4   | 8     |

## Economia
El 2007 la població en edat de treballar era de 405 persones, 293 eren actives i 112 eren inactives. De les 293 persones actives 255 estaven ocupades (136 homes i 119 dones) i 39 estaven aturades (20 homes i 19 dones). De les 112 persones inactives 60 estaven jubilades, 19 estaven estudiant i 33 estaven classificades com a «altres inactius».

### Ingressos
El 2009 a Hiers-Brouage hi havia 283 unitats fiscals que integraven 645 persones, la mediana anual d'ingressos fiscals per persona era de 16.027 €.

### Activitats econòmiques
Dels 43 establiments que hi havia el 2007, 2 eren d'empreses alimentàries, 8 d'empreses de fabricació d'altres productes industrials, 5 d'empreses de construcció, 18 d'empreses de comerç i reparació d'automòbils, 6 d'empreses d'hostatgeria i restauració, 1 d'una empresa immobiliària, 1 d'una entitat de l'administració pública i 2 d'empreses classificades com a «altres activitats de serveis».
Dels 15 establiments de servei als particulars que hi havia el 2009, 2 eren tallers de reparació d'automòbils i de material agrícola, 1 paleta, 1 guixaire pintor, 2 fusteries, 1 lampisteria, 7 restaurants i 1 agència immobiliària.
Dels 5 establiments comercials que hi havia el 2009, 1 era una fleca, 1 una llibreria i 3 botigues de roba.
L'any 2000 a Hiers-Brouage hi havia 5 explotacions agrícoles.

## Equipaments sanitaris i escolars
El 2009 hi havia una escola elemental.

## Poblacions més properes
El següent diagrama mostra les poblacions més properes.